# 潮宗街古城墙遗址
潮宗街古城墙遗址是在湖南长沙市开福区潮宗街历史文化街区发现的古长沙城墙遗址。遗址位于湘江东岸长沙古城区潮宗门（又称草场门，现已不存）附近，包括两段墙体，一号墙体为明清时期城墙，二号墙体为宋代城墙。2011 年 10 月，由于长沙开福万达广场项目在此处施工，使得这段遗址重见天日，由于长沙地面几乎没有保存完好的古代遗迹，这段古城墙文物的保存问题引起了不小的争议。

## 发现
长沙市文物考古研究所于 2011 年 10 月底在万达广场项目开建前对该地段进行考古勘测，发现了这段古城墙，11 月，万达广场项目停工。
发现的城墙中的宋代城墙，长 120 米，底宽 6 米，明清城墙则在此基础上夯实加高，两侧用麻石护边，底宽达 20 米。在城墙砖块上还发现了“忠义军”、“长沙”、“宁乡”等字样的铭刻。

## 保护
民国初年长沙便开始拆除古城墙，至 20 世纪 20 年代基本拆除了所有古城墙。此后长沙城历经文夕大火、文化大革命，导致长沙城几乎没有地面文物幸存。对于这段潮宗街城墙如何保护有不小的争议。
2012 年 2 月 27 日，湖南省文物局文物处处长熊建华称，潮宗街古城墙将采用“原址保护与异地迁移保护相结合”的方法，原址保护的 20 米，是总长 120 米的古城墙中“保存最完好，信息量最丰富，价值最重要的一段”。
原址将建成潮宗街古城墙遗址博物馆，预计将于 2013 年开馆。
1. ↑  红网. .   [2012-11-10]. （原始内容存档于2012-03-03）.
2. ↑  新浪网. .   [2012-11-10]. （原始内容存档于2016-03-04）.
3. ↑  红网. .   [2012-11-10]. （原始内容存档于2012-10-14）.